# Карла Шитич
Карла Шитич (6 травня 1992) — хорватська плавчиня.
Учасниця Олімпійських Ігор 2012 року.